# Ramgha
Ramgha – gaun wikas samiti w zachodniej części Nepalu w strefie Gandaki w dystrykcie Lamjung. Według nepalskiego spisu powszechnego z 2001 roku liczył on 636 gospodarstw domowych i 2933 mieszkańców (1585 kobiet i 1348 mężczyzn).